# Bacalar
Pour les articles homonymes, voir Bacalar (homonymie).
Bacalar est une ville située sur la côté sud-est du Mexique, dans l'État mexicain de Quintana Roo. Depuis 2011, elle est le siège municipal de la municipalité de Bacalar créée cette année-là. Ses coordonnées sont 18°40′37″N et 88°23′43″O.

## Histoire
Les premiers habitants de l'endroit sont les Mayas à l'époque précolombienne. En 1543, la ville est prise et occupée par les conquistadors espagnols. En 1545, Gaspar Pacheco établit une ville espagnole au même endroit et la baptise Salamanca de Bacalar. Au XVIIe siècle, à la suite d'une attaque de pirates, est édifiée la forteresse San Felipe Bacalar, dont la construction est achevée en 1729. 
En 1848, au cours de la guerre des castes, les Mayas rebelles basés à Chan Santa Cruz (l'actuelle ville de Felipe Carrillo Puerto) prennent la ville. L'armée mexicaine la reconquiert en 1902.

## Géographie
La ville est bordée à l'est par la lagune de Bacalar, qui donne sur la mer des Caraïbes.
La forteresse San Felipe Bacalar est accessible aux touristes.

## Démographie
Lors du recensement entrepris par l'INEGI en 2010, Bacalar comptait 11 048 habitants.